# Samuel Scheidt
Samuel Scheidt (ochrz. 3 listopada 1587 w Halle, zm. 24 marca 1654 tamże)  – niemiecki kompozytor i organista okresu wczesnego baroku.
Działał w Halle, przyczynił się do rozwoju muzyki wokalno-instrumentalnej oraz organowej.

## Życiorys
Scheidt był najstarszym żyjącym synem Konrada Scheidta, szafarza win i piwa w Halle oraz Anny Achtmann, córki piekarza. Dwoje jego młodszych braci - Gottrfied i Christian również zostało organistami. Swoją karierę zaczął w 1603 jako pomocnik organisty w kościele Św. Maurycego. W latach 1608–1609 przebywał w Amsterdamie, gdzie był uczniem Jana Pieterszoona Sweelincka . Miało to wpływ na późniejszą twórczość Scheidta. Po powrocie do Halle w 1609 objął stanowisko nadwornego organisty u margrabiego Christiana Wilhelma Hohenzollerna. Prowadził wtedy intensywną działalność kompozytorską. Na przełomie lat 1619–1620 poszerzył skład orkiestry dworskiej do dziesięciu instrumentów i pięciu śpiewaków-solistów. W okresie tym komponował motety, dzieła instrumentalne oraz muzykę organową. Uzyskał opinię znawcy organów, przez co często był proszony o sprawdzanie stanu technicznego i jakości brzmienia nowych instrumentów.
W 1625 na skutek wojny trzydziestoletniej margrabia Halle wyjechał do Danii. Scheidt został wówczas nauczycielem muzyki, a w 1628 dyrektorem muzycznym w Halle. Odpowiedzialny był wtedy za komponowanie utworów na rzecz kościoła Najświętszej Marii Panny. Związany był również z działalnością na rzecz kościoła Św. Maurycego oraz Św. Ulryka. W wieku 40 lat (1627) ożenił się z Heleną Magdaleną Keller. W 1630 stracił posadę dyrektora muzycznego w wyniku sporu z Christianem Geinzem, rektorem gimnazjum. W 1636 z powodu zarazy zmarło czworo jego dzieci. W tym samym roku wydał drukiem czwarty (ostatni) tom muzyki ludowej (Ludi musici). W latach 1631–1640 opublikował cztery tomy koncertów duchowych.
W 1638 Scheidt objął stanowisko kapelmistrza na dworze księcia Augusta saskiego. W 1642 skomponował zbiór ponad 100 madrygałów sakralnych przeznaczonych na 5 głosów oraz Symfonie (Symphonien auff Concerten Manir). Ostatnim wydanym przez Scheidta zbiorem jest księga tabulatur organowych (Görlitzer Tabulatur Buch) opublikowana w 1650. Zawiera ona 100 chorałów organowych w opracowaniu czterogłosowym.

## Twórczość
Scheidt zasłynął jako doskonały twórca i wykonawca muzyki organowej. Pisał wariacje, tokaty, fugi, motety, magnificaty oraz utwory liturgiczne. W swojej twórczości rozwijał technikę wariacyjną, szczególnie w gatunku muzycznym jakim były wariacje chorałowe. Jego dzieła cechowały się niezwykłą dbałością o szczegóły, objawiającą się wykorzystywaniem urozmaiconych schematów rytmicznych i unikaniem prostych powtórzeń rytmu . Jego kompozycje mają charakter religijny.

## Kompozycje
Katalog tematyczny dzieł Scheidta Samuel-Scheidt-Werke-Verzeichnis (SSWV), opracował niemiecki muzykolog Klaus-Peter Koch.

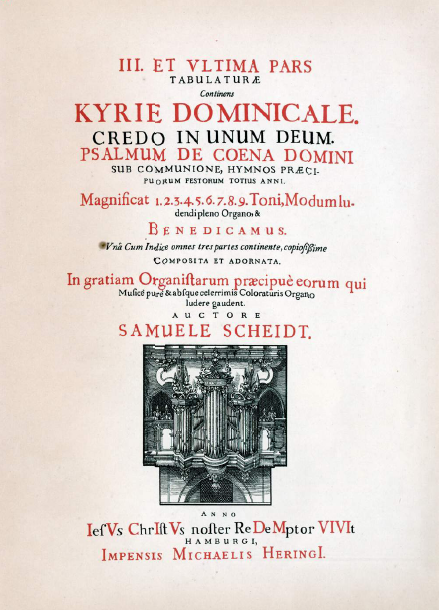
Samuel Scheidt: Tabulatura nova III

### Utwory wydane drukiem
(Tytuł zbioru, Numer w katalogu SSWV, data wydania)

- Cantiones sacrae, SSWV 1-38 (1620)
- Ludi musici I, SSWV 39-70 (1621)
- Concertus sacri, SSWV 71-84 (1622)
- Ludi musici II, SSWV 85-101 (1622)
- Tabulatura nova I, SSWV 102-126 (1624)
- Tabulatura nova II, SSWV 127-138 (1624)
- Tabulatura nova III, SSWV 139-158 (1624)
- Ludi musici IV, SSWV 159-180 (1627)
- Hochzeitsgesang „Freue dich des Weibes deiner Jugendˮ, SSWV 181 (1628)
- Geistliche Konzerte I, SSWV 182-212 (1631)
- Geistliche Konzerte II, SSWV 213-262 (1634)
- Grabgesang „Der Gerechte, ob er gleich zu zeitlich stirbtˮ, SSWV 263 (1635)
- Liebliche Kraftblümlein, SSWV 264-276 (1635)
- Geistliche Konzerte III, SSWV 277-326 (1635)
- Trostgesang „Ich gläub und weiß dies führwahrˮ, SSWV 327 (1637)
- Dankgesang „Wohlan, so kommet her, ihr Frommenˮ, SSWV 328 (1637)
- Geistliche Konzerte IV, SSWV 329-369 (1640)
- Hochzeitsgesang „Drei schöne Dinge sindˮ, SSWV 370 (1641)
- Siebzig Symphonien, SSWV 371-440 (1644)
- Görlitzer Tabulatur-Buch, SSWV 441-540 (1650)

### Utwory zachowane w rękopisach
- Kanon „In te Domine , speraviˮ, SSWV 541
- Kanon „Der Herr ist mein Hirtˮ, SSWV 542
- Kanon „Mein Schafe hören meine Stimmeˮ, SSWV 543
- Gesang „Wer Gott vertraut, hat wohl gebautˮ, SSWV 544
- Kanon „Ach, mein herzliebes Jesuleinˮ, SSWV 545
- Kanon „Christum liebhaben ist viel besserˮ, SSWV 546
- „Ich bin die Auferstehung und das Lebenˮ, SSWV 547
- Kanon „Laudate Dominumˮ, SSWV 548
- „Psallite unigenitoˮ, SSWV 549
- „Wie schön leuchtet der Morgensternˮ, SSWV 550
- „Christo, dem Osterlämmeleinˮ, SSWV 551-552
- „Ist nicht Ephraim mein teurer Sohnˮ, SSWV 553
- „Warum betrübst du dich, mein Herzˮ, SSWV 554
- „Nun lob, mein Seel, den Herrenˮ, SSWV 555-557
- Alamanda, SSWV 558
- Choralvariationen „Allein Gott in der Höh sei Ehrˮ, SSWV 559
- Bergamasca, SSWV 560
- (por. SSWV 573), SSWV 560.5
- Galliarda, SSWV 561
- Galliarda Dulenti, SSWV 562
- Choralversetten „Herr Gott, dich loben wirˮ, SSWV 563
- vacat, SSWV 564
- Pavana hispanica, SSWV 565 (Sweelinck i Scheidt)
- (por. SSWV 576), SSWV 565.5
- vacat, SSWV 567
- (por. SSWV 575), SSWV 567.5
- Toccata, SSWV 568
- (por. SSWV 574), SSWV 568.5
- Choralvariationen „Wie schön leucht’t uns der Morgensternˮ, SSWV 569
- Intavolierung einer sibenstimmigen Canzona „An Wasserflüssen Babylonˮ, SSWV 570
- Intrada, SSWV 571
- Paduana, SSWV 572

### Pozostałe dzieła
- Fuga, SSWV 573 (SSWV 560.5)
- Cantilena anglica „Von der Fortuna werd ich getriebenˮ, SSWV 574 (SSWV 568.5) (Sweelinck i Scheidt)
- Toccata, SSWV 575 (SSWV 567.5)
- Praeludium, SSWV 576 (SSWV 565.5)

### Autorstwo wątpliwe
- Vokalkanon „Dic nobis, Mariaˮ, SSWV i1
- Vokalkanon „In te Domine, speraviˮ, SSWV i2
- Vokalkanon „Eia, wär’n wir daˮ, SSWV i3
- Vokalkanon „Ein hörend Ohrˮ, SSWV i4
- Vokalkanon „Gott, der Vater, wohn uns beiˮ, SSWV i5
- Vokalkanon „Lieblich und schöne seinˮ, SSWV i6
- „Nun danket alle gottˮ, SSWV i7
- Ballo del Granduca, SSWV i8
- Franzosisch Liedlein „J’aime un racomodementˮ, SSWV i9
- Galliarda („Ich fuhr mich ubern Rheinˮ / „Ik voer al. over de Rhijnˮ), SSWV i10
- Galliarda, SSWV i11
- „Helft mir Gottes Güte preisenˮ, SSWV i12
- Choralbearbeitung „Herzlich lieb hab ich dich, o Herrˮ, SSWV i13
- Niederländisch Liedchen („Windecken daer het bosch af driltˮ), SSWV i14
- Choralbearbeitung „Nun freut euch, lieben Christen g’meinˮ, SSWV i15
- Choralbearbeitung „Nun komm, der Heiden Heilandˮ, SSWV i16
- Passamezzo, SSWV i17
- Intavolierung einer fünfstimmigen „Sarabandaˮ, SSWV i18
- Toccata, SSWV i19
- Toccata, SSWV i20
- Choralbearbeitung „Vater unser im Himmelreichˮ, SSWV i21

### Dzieła zaginione
- Ludi musici III (1625)
- Tabulatura (Sweelinck i Scheidt) (1630)
- Geistliche Konzerte V
- Geistliche Konzerte VI

### Pisma muzyczne
- Tractatus de Compostione w dwóch częściach - zaginione